# قوزلوي أفشار (شاهين دج)
قوزلوي أفشار هي قرية في مقاطعة شاهين دج، إيران. عدد سكان هذه القرية هو 1,757 في سنة 2006.